# كنجي أريما
كنجي أريما (باليابانية: 有馬 賢二) (26 نوفمبر 1972 في كاناغاوا في اليابان – )؛ هو لاعب كرة قدم ياباني سابق كان يلعب كمهاجم.

## وصلات خارجية
- كنجي أريما على موقع رابطة كرة القدم اليابانية للمحترفين (اليابانية)
- كنجي أريما على موقع قاعدة بيانات كرة القدم.إي يو (الإنجليزية)
- كنجي أريما على موقع Soccerway.com (الإنجليزية)
- كنجي أريما على موقع عالم كرة القدم.نت (الإنجليزية)